# Cambio climático en Madagascar

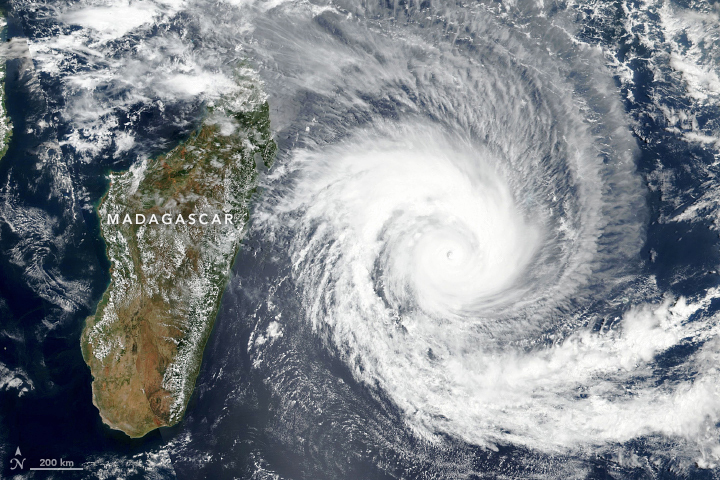
Imagen de satélite del ciclón Batsirai acercándose a Madagascar. Los ciclones tropicales se volverán más intensos en el país debido al cambio climático.

El cambio climático constituye una amenaza importante para el medio ambiente y la población de Madagascar. El cambio climático ha elevado las temperaturas, alargado la estación seca y provocado tormentas tropicales más intensas. Los ecosistemas únicos del país y la vida animal y vegetal están siendo afectados.
Se proyecta que el cambio climático provocará una disminución de los arrecifes de coral y de los hábitats forestales y amenazará a especies nativas como los lémures. La población humana es altamente vulnerable debido a los graves impactos sobre el agua y la agricultura, con implicaciones para la seguridad alimentaria. También se espera que aumenten las enfermedades infecciosas. Madagascar es signatario del Acuerdo de París y ha establecido objetivos de adaptación al cambio climático, aunque su implementación enfrenta desafíos debido a la pobreza relativa del país.

## Efectos sobre el medio ambiente natural

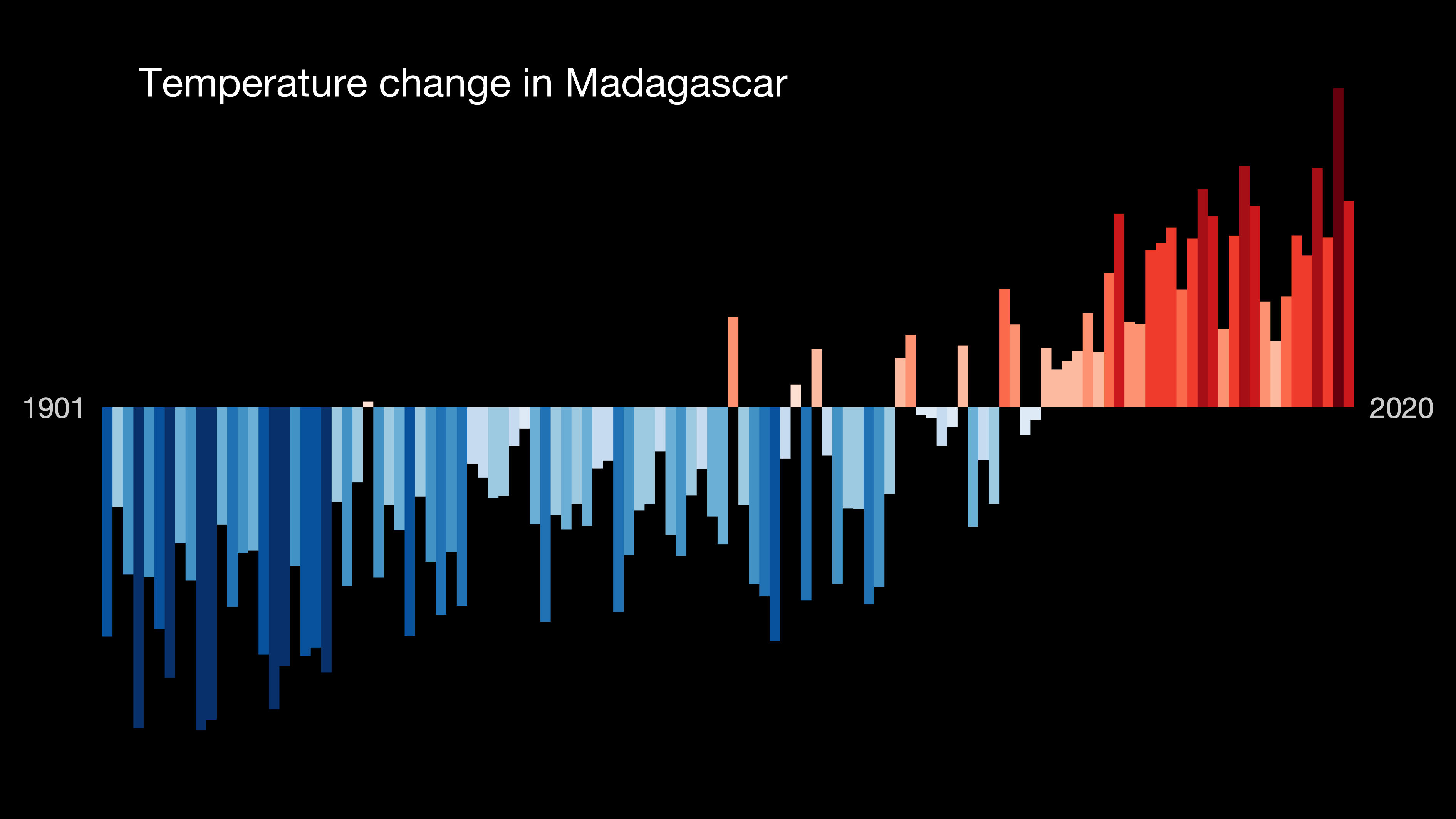
Cambios de temperatura en Madagascar, 1901-2020.

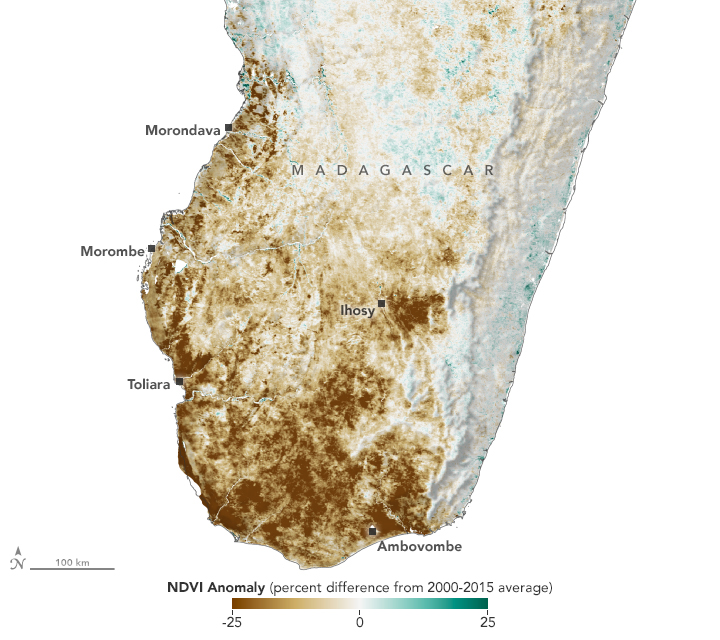
Las sequías en Madagascar son cada vez más probables debido al cambio climático.

Se prevé que el cambio climático provoque un aumento de las temperaturas en toda la isla de Madagascar en el siglo XXI. Una estimación de 2008 utilizando un modelo climático regional situó el aumento entre 1,1 y 2,6 °C, que varía según la topografía, para el período 2046-2065. Se prevé que el sur de Madagascar será el que más se calentará, mientras que el norte y las zonas costeras serán las que menos. Esto tendría repercusiones importantes para los bosques fragmentados del este. Madagascar tiene el mayor riesgo de ciclones en África: sufre entre tres y cuatro al año. Se espera que los ciclones se vuelvan más intensos debido al cambio climático, pero menos frecuentes, lo que afectará enormemente al país y aumentará el riesgo de inundaciones. En 2018, el número de ciclones violentos con vientos superiores a 150 km/h se duplicó respecto a los 25 años anteriores. La estación seca en Madagascar se está alargando. La cubierta vegetal se correlaciona fuertemente con el Niño-Oscilación del Sur, y esta relación indica que es probable que el cambio climático degrade aún más el medio ambiente de Madagascar.
La fauna y la flora únicas de Madagascar están amenazadas por el cambio climático. En un estudio de 2008, el espacio climático adecuado para casi todas las 80 especies de plantas endémicas de Madagascar se vio afectado por el cambio climático. Se estima que los bosques de Madagascar se verán gravemente afectados durante el siglo XXI. También es probable que los lémures se vean afectados, con cambios severos esperados en la distribución de las especies y por la propagación de parásitos a través de una distribución más amplia con temperaturas más cálidas. La supervivencia del lémur y la producción de frutos disminuyeron en el Parque Nacional Ranomafana entre 1960-1985 y 1986-2005, a medida que los inviernos se volvían más secos en el parque, y los anfibios y reptiles endémicos de las montañas se ven amenazados por las temperaturas más altas. Se prevé que el hábitat adecuado de la selva tropical oriental para los lémures rufos disminuya considerablemente debido a los impactos interactivos del cambio climático y la deforestación en Madagascar. La fecundidad y reproducción del sifaka de Milne-Edwards se ve afectada significativamente por los cambios en las precipitaciones y el aumento de ciclones. Es probable que los arrecifes de coral de Madagascar disminuyan en el siglo XXI debido al cambio climático, aunque se cree que la deforestación tiene un impacto mayor. Se proyecta que los eventos de blanqueamiento de corales aumentarán y los ciclones los dañarán directamente, lo que provocará disminuciones en las poblaciones de peces y un aumento de la erosión costera.

## Efectos en las personas

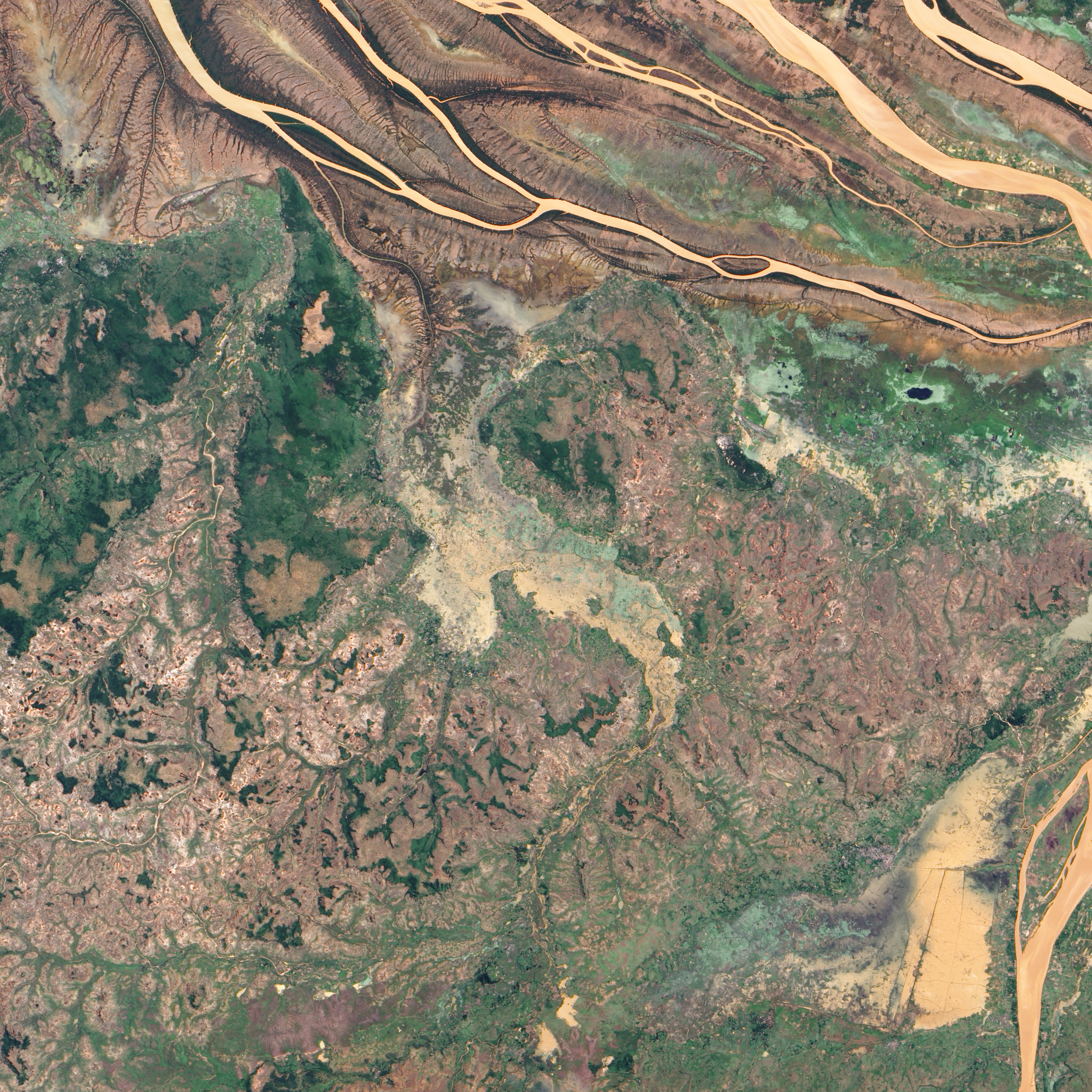
Las inundaciones de campos agrícolas (fotografiadas en 2010 cerca del río Betsiboka) están aumentando en Madagascar debido al cambio climático.

La agricultura en Madagascar se ve afectada por el cambio climático y los pequeños agricultores son extremadamente vulnerables a sus impactos. Los efectos del cambio climático sobre la agricultura, como el aumento de las sequías, amenazan gravemente a la población de Madagascar, el 80% de la cual depende de la agricultura para su sustento. Se ha propuesto que el calentamiento y las inundaciones fueron los factores que provocaron la disminución de la producción agrícola entre 1990 y 2015. La grave hambruna de Madagascar de 2021-2022, que siguió a la peor sequía en cuatro décadas, ha sido vinculada al cambio climático por las Naciones Unidas y los comentaristas de los medios de comunicación, aunque un estudio de atribución encontró que "si bien el cambio climático puede haber aumentado ligeramente la probabilidad de esta reducción de las precipitaciones [durante 2019-21], el efecto no es estadísticamente significativo", siendo la pobreza, la infraestructura deficiente y la alta dependencia de la agricultura de secano los factores principales.
El suministro de agua en Madagascar es deficiente: una estimación de 2018 sugiere que el 66% de la población en las zonas rurales y el 49% en las zonas urbanas carecen de acceso a agua potable. Madagascar se enfrentaba a una de las crisis hídricas más graves del mundo en 2021 debido a la deficiente infraestructura de gestión del agua, la deforestación, la erosión y la intrusión de agua salada. Se proyecta que la disminución de las precipitaciones anuales, el aumento de la evapotranspiración y el aumento del nivel del mar reducirán aún más la disponibilidad de agua en gran parte del país. Esto incluye la capital, Antananarivo, donde la disponibilidad de agua podría no ser suficiente para satisfacer la demanda en 2025. Es probable que el agua en el sur de Madagascar, donde el agua subterránea es la principal fuente de agua durante la estación seca, también se vea gravemente afectada a medida que el agua se vuelva aún más limitada.
El cambio climático también tiene implicaciones importantes para la salud en Madagascar. La incidencia de infecciones respiratorias y diarrea está aumentando y se espera que, junto con la malaria y la desnutrición, aumenten en el siglo XXI debido al cambio climático. Los brotes de cólera y la desnutrición se han vinculado al cambio climático.

## Mitigación y adaptación

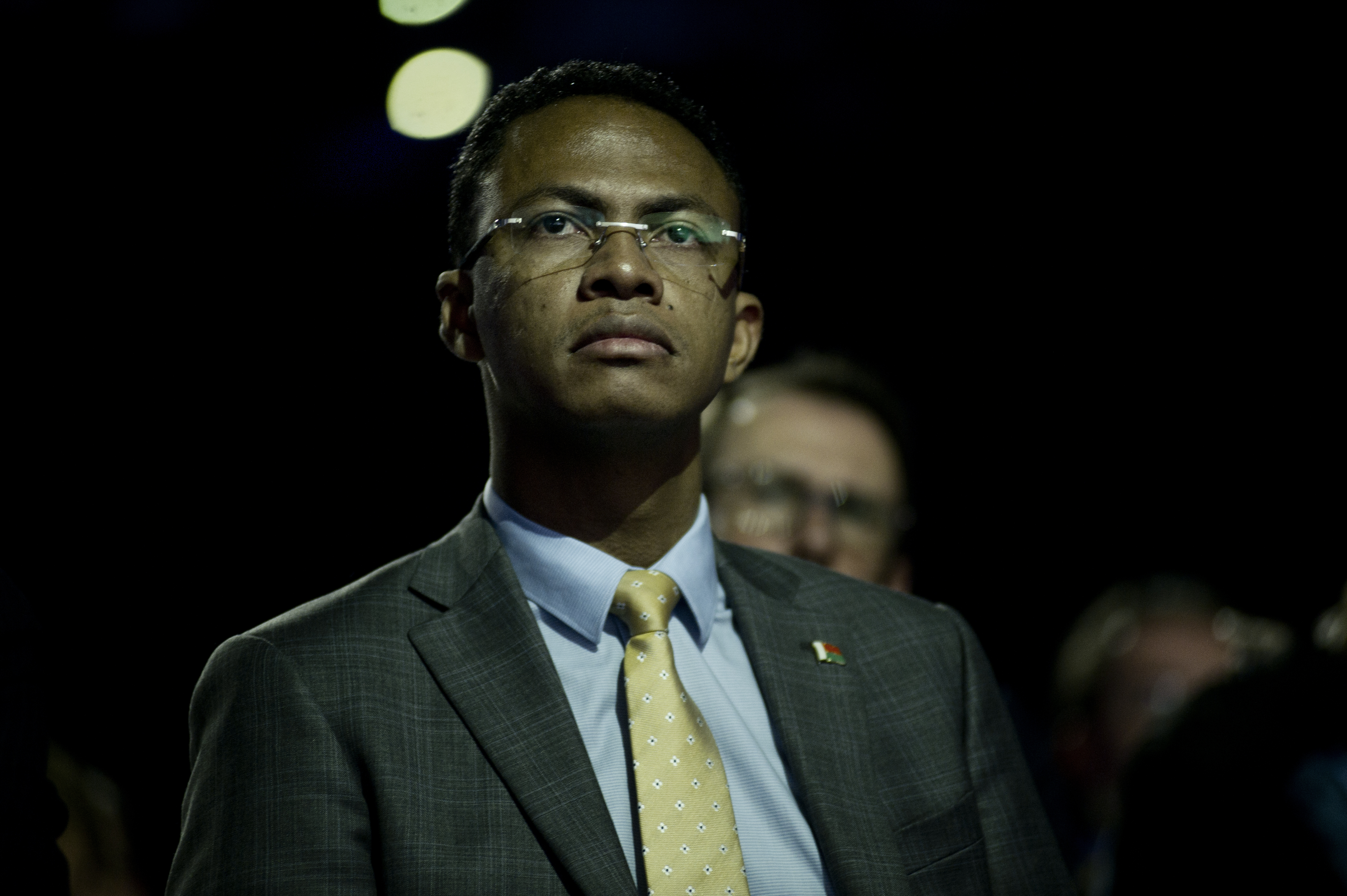
El ministro de Medio Ambiente, Ecología, Mar y Bosques, Ralava Beboarimisa, en la Conferencia de las Naciones Unidas sobre el Cambio Climático de 2015

Madagascar es signatario del Acuerdo de París. En promedio, cada malgache emite menos de 2 toneladas de gases de efecto invernadero (GEI) al año, en comparación con el promedio mundial de más de 6 toneladas. La biomasa es la principal fuente de energía, y este uso de leña y carbón para cocinar está contribuyendo a la deforestación. Sólo una fracción de la población tiene acceso a la electricidad, pero se han construido algunas centrales solares, como la central solar de Ambatolampy.
En su contribución determinada a nivel nacional, con la ayuda de la reforestación, el país pretende absorber más GEI de los que emite en 2030. El presidente Andry Rajoelina instó a una acción internacional más dura frente al cambio climático en la Asamblea General de las Naciones Unidas de 2021:

Madagascar es víctima del cambio climático. En el sur se producen oleadas recurrentes de sequía. Las fuentes de agua se secan y todos los medios de subsistencia se vuelven casi imposibles. Mis compatriotas del sur soportan el peso de un cambio climático en cuya creación no han participado.
Presidente Andry Rajoelina

Madagascar es un país pobre, y la adaptación al cambio climático es costosa. La protección de los ecosistemas únicos del país se considera una estrategia central de adaptación. Entre las medidas propuestas para utilizar la conservación en Madagascar se incluyen la expansión de las áreas protegidas y la generación de ingresos mediante la venta de compensaciones de carbono para reducir las emisiones derivadas de la deforestación y la degradación forestal (REDD+). Sin embargo, a 2021  La estrategia gubernamental para REDD+ no estaba clara, ya que prohibió la venta de todos los créditos de carbono y trató de nacionalizar la propiedad del carbono. En 2022, el país estaba considerando vender 1.800 millones de toneladas de compensaciones de carbono en el marco del Fondo Cooperativo para el Carbono de los Bosques del Banco Mundial. La restauración de manglares es otra estrategia propuesta para adaptarse al aumento del nivel del mar. La resiliencia climática de la población se puede lograr reduciendo la pobreza y mejorando el acceso al agua y la infraestructura, en particular en las zonas rurales. En la COP26, el ministro de Medio Ambiente, Baomiavotse Vahinala Raharinirina, pidió 100.000 millones de dólares en financiación climática de los países ricos a los países más pobres como Madagascar para implementar medidas de adaptación, destacando un proyecto de acueducto desde el norte hasta el sur de la isla que requiere financiación.